# 성일정보고등학교
성일정보고등학교(城一情報高等學校)는 대한민국 경기도 성남시 중원구 성남동에 있는 사립 고등학교이다.

## 학교 연혁
- 1973년 6월 20일 : 학교법인 성일학원 설립 인가
- 1978년 4월 29일 : 학교법인 계림학원 설립 인가
- 1978년 12월 29일 : 계림상업고등학교 각 학년 4학급 총 12학급 모집 인가
- 1979년 3월 2일 : 계림상업고등학교 제1회 입학식
- 1987년 3월 5일 : 성일상업고등학교 교명변경 승인
- 1989년 3월 5일 : 별관(실습실) 개관, 원계체육관 개관
- 1996년 9월 5일 : 성일정보산업고등학교로 교명변경
- 1997년 3월 2일 : 원계체육관 증축
- 1999년 10월 21일 : 자미원(급식실) 개관
- 2002년 3월 1일 : 신관 개관
- 2002년 10월 9일 : 성일정보고등학교로 교명변경 승인
- 2005년 7월 19일 : 학과변경 (인터넷경영과 7, 디지털정보과 8, 총 45학급)
- 2006년 3월 1일 : 제6대 김용욱 이사장 취임
- 2011년 7월 26일 : 경기도교육감 지정 특성화고 선정
- 2015년 2월 20일 : 컴퓨터 실습실 2개실 추가 구축 (총 14개실 운영)
- 2015년 3월 2일 : 도서관 (마중물) 개관
- 2016년 11월 10일 : 산학일체형 도제학교 선정
- 2018년 2월 12일 : 고교학점제 선도학교 선정
- 2021년 3월 2일 : 혁신학교 지정
- 2023년 3월 1일 : 제17대 변영진 교장 취임
- 2023년 12월 21일 : 제43회 졸업식(누적 졸업생수 24,503명)
- 2024년 3월 4일 : 제46회 입학식 263명 입학

## 설치 학과
- 회계정보과
- 소프트웨어개발과
- AI게임콘텐츠과
- 뷰티디자인과
- 창업마케팅과
- 부사관과
- 금융경영과

## 참고 자료
- 성일정보고등학교 - 한국교육학술정보원 학교알리미